# Gruta Grande do Cabeço Bravo
A Gruta Grande do Cabeço Bravo é uma gruta portuguesa localizada na freguesia da Criação Velha, concelho da Madalena do Pico, ilha do Pico, arquipélago dos Açores.
Esta cavidade apresenta uma geomorfologia de origem vulcânica em forma de tubo de lava localizado em encosta.